# 莫文祥
莫文祥（1923年10月—2013年3月12日），原名莫广有，山东省夏津县香赵庄乡人，中华人民共和国官员，曾任中华人民共和国航天工业部部长。
1938年，参加革命。同年7月，加入中国共产党。最初参加八路军129师津浦支队，此后历任晋绥军区政治部秘书、巡视团副团长等职。第二次国共内战期间，担任东北民主联军总政治部干事、第四野战军军工部第三兵工厂政治委员、东北军区军工部五三兵工厂副厂长。中华人民共和国成立后，担任沈阳五三工厂党委书记、111厂厂长、410厂厂长，负责军工生产。1961年，任任沈阳松陵机械厂厂长。两年后，升任中共沈阳市委常委、书记处书记。文革受到迫害。1972年起，任沈阳市革委会常委、工交组副组长，市革委会副主任兼国防工办主任、党的核心组组长。1978年，升任中华人民共和国第三机械工业部副部长、部长。1982年，转任中华人民共和国航天工业部部长。
中共十二大、十三大代表，第十二届中央委员会委员；第一届、七届、八届全国人大代表，第七届、八届全国人大常委会委员、人大财经委委员；全总第七届执行委员。2013年3月12日，因病于北京逝世。